# Take the Crown (Band)
Take the Crown war eine US-amerikanische Post-Hardcore-/Electronic-Rock-Band aus Huntington Beach, Kalifornien, die von 2004 bis 2008 bestand.

## Geschichte
Gegründet wurde Take the Crown im 2004 durch den Sänger Beau Bokan und Gitarrist Tony Gonzalez in Huntington Beach im Bundesstaat Kalifornien. In den ersten Monaten fiel es den Musikern schwer eine beständige Besetzung zu finden, ehe mit dem Gitarristen Nick Coffey, Bassisten James Campbell, Keyboarder Ryan Wilson und Schlagzeuger Aaron Birdswall eine konstante Bandbesetzung gefunden werden konnte. Nachdem die Gruppe mit Take the Crown im Jahr 2006 eine nach der Band benannte EP in Eigenregie veröffentlichte, erfolgte noch im gleichen Jahr die Herausgabe der EP Let the Games Begin, die von Saosin-Musiker Chris Sorenson produziert wurde.
Schlagzeuger Birdswall verließ die Gruppe 2006 und wurde Trevor Bodewitz ersetzt, welcher die Band bei ihren Auftritten mit AFI und dem Los-Angeles-Konzert der Taste-of-Chaos-Festivaltournee unterstützte. Take the Crown absolvierten zwei Konzertreisen im Vereinigten Königreich mit The Blackout und Eighteen Visions; sowie Nordamerikatourneen mit Lostprophets und Four Year Strong. Juan Pereda ersetzte Trevor Bodewitz, welcher kurz darauf wiederum durch Aaron Elliott am Schlagzeug ausgetauscht wurde.
Im Oktober des Jahres 2007 unterschrieben Take the Crown einen Plattenvertrag beim US-amerikanischen Independentlabel Rise Records. Gemeinsam mit Produzent Kris Crummett arbeiteten die Musiker an ihrem Debütalbum Relapse React, welches im Mai 2008 erschien. Kurz nachdem das Album eingespielt worden war, entschied sich Gründungsmitglied Tony Gonzalez aufgrund persönlicher Probleme die Band zu verlassen. Der ehemalige Eighteen-Visions-Musiker Ken Floyd nahm dessen Platz in der Band ein. Nur wenige Monate nach der Herausgabe des Debütalbums beschlossen die Musiker, die Band aufzulösen. Als Grund für diesen Schritt wurden die Abgänge von Campbell und Gonzalez, mangelndes Management, sowie die finanzielle Belastung der Bandmitglieder genannt. Ihre Abschiedstournee absolvierte die Gruppe als Supportband von Emarosa.

## Musik
Take the Crown spielten eine Mischung aus Post-Hardcore und Electronic-Rock. Die Musiker selbst bezeichneten die Musik als eine Mischung aus Rockmusik, Afrobeat und Freestyle.

## Diskografie
- 2006: Take the Crown (EP, Eigenproduktion)
- 2006: Let the Games Begin (EP, Eigenproduktion)
- 2008: Relapse React (Album, Rise Records)